# Перекоп (місто)
Ор-Капи́ (крим. Or Qapı) або Переко́п — колишнє місто (до 1920 року) на Перекопському перешийку, який створює сухопутний зв'язок між Кримським півостровом і материком на території України.
Назва міста Ор-Капи означає «ворота на рові»: (крим. or — рів, траншея; qapı — двері, ворота).

## Історія

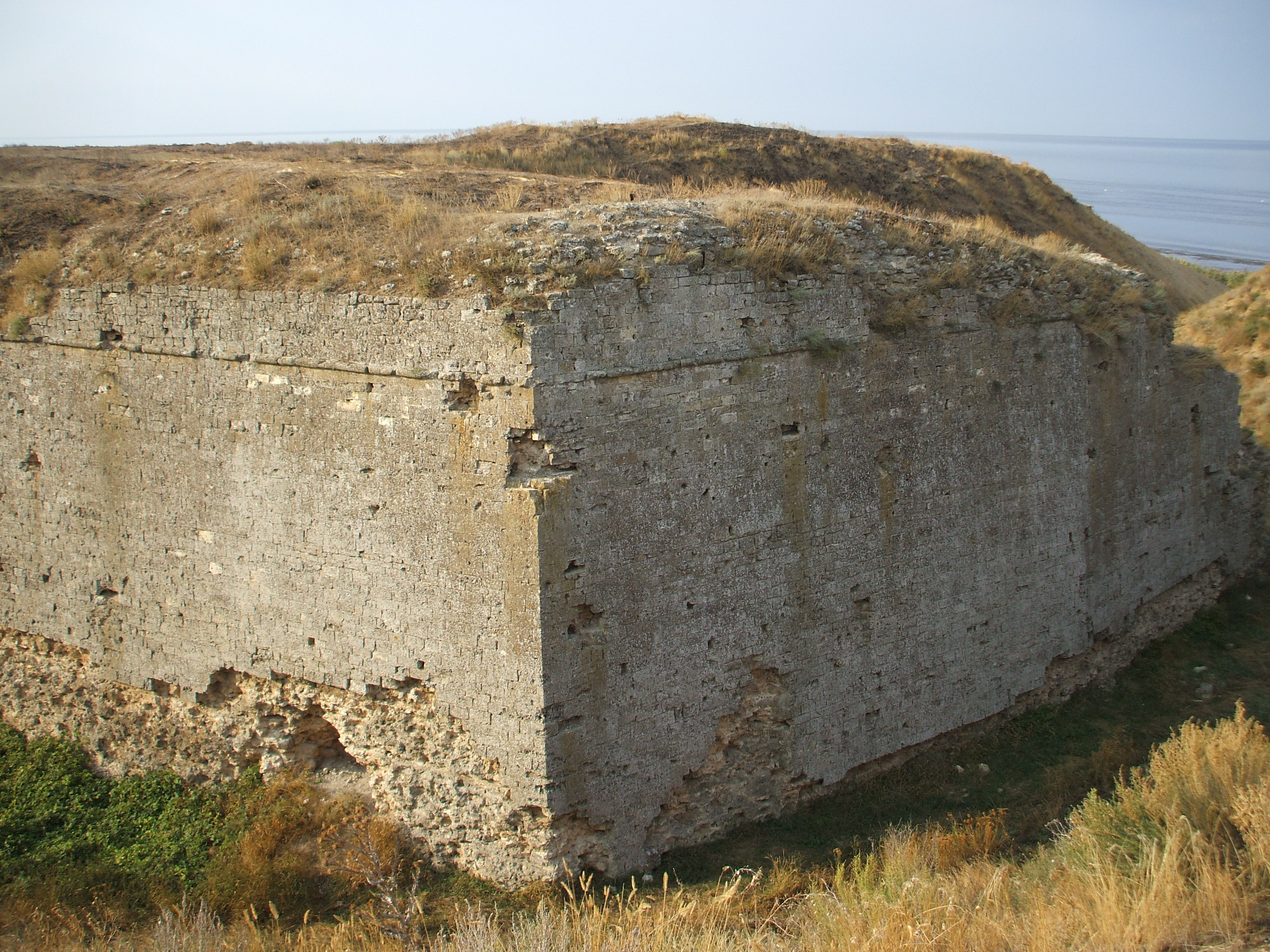
Ферх-Кермен — укріплення на заході Перекопського валу.

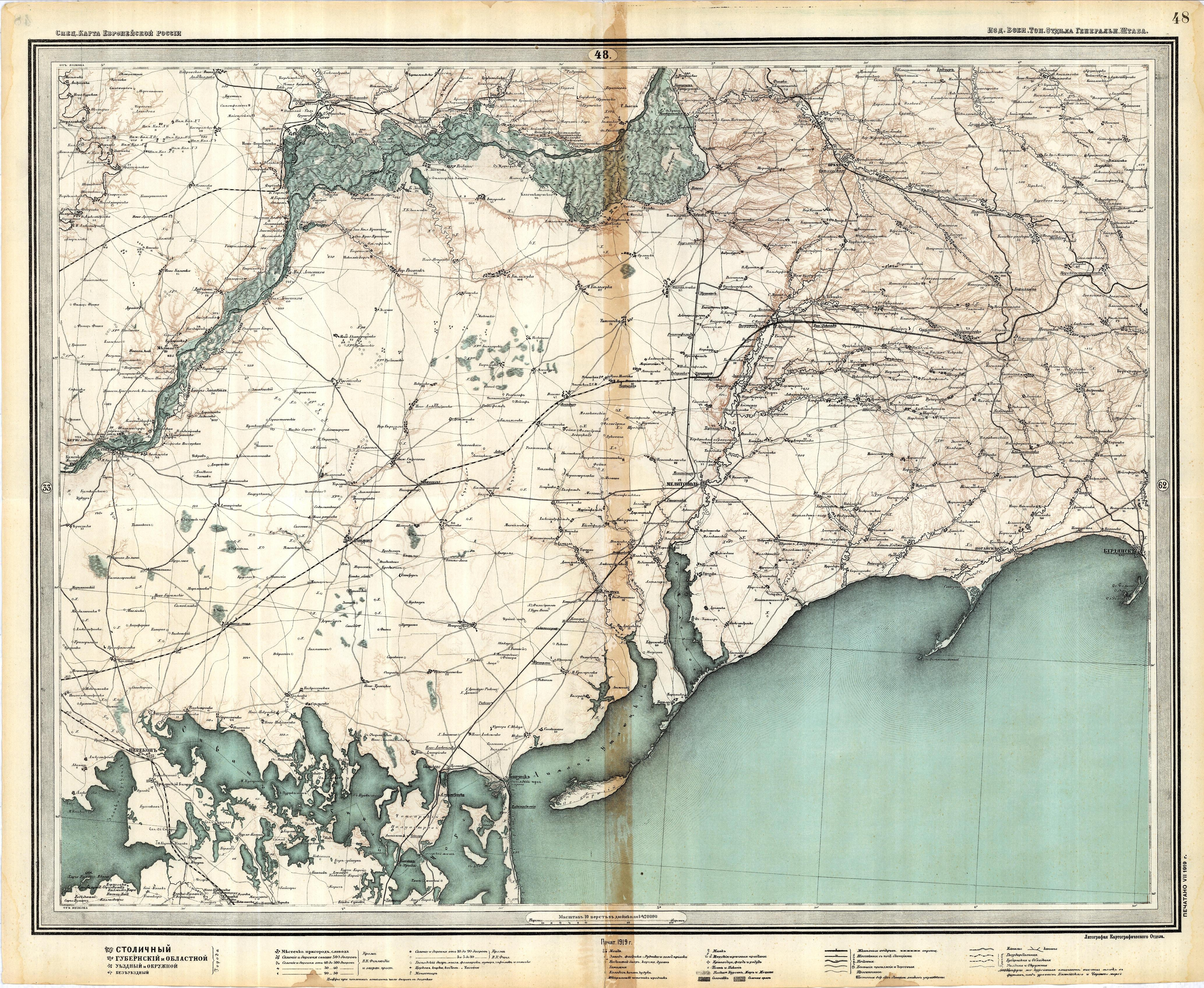
Перекоп

Завдяки своєму географічному положенню Перекоп завжди мав велике стратегічне значення. Крім цього він ще в давнину став багатим торговим містом через поклади солі, що знаходяться поблизу. У нотатках Плінія Старшого I століття, докладно описується Перекоп і Перекопський перешийок під ім'ям Тафрос (з давньогрецької — перекоп), згадується фортеця з великим захисним валом. Пліній Старший писав про наміри греків перетворити Перекоп у велике портове місто.
За часів Кримського ханства Перекоп був головною фортецею, що захищала Кримський півострів з боку материка.
Як вказував турецький мандрівник Евлія Челебі в 1660 році, Кримське ханство мало внутрішній кордон (побудований в 1-му столітті н. е. або ще раніше, тобто, приблизно за 1200 років до навали Золотої орди і захоплення нею степи і передгір'я Кримського півострова). Біля форту (криму) був вхід на півострів через Ор (міст через перекоп), не тільки кримські, але і північно-причорноморські і приазовські степи теж належали хану, але там кочували татари — ногайці: аділь, шайдак, орміт. Вони платили подати за випас стад і доставляли до Криму масло, мед, рогату худобу, овець, ягнят та ясир (полонених).
Руїни перекопського рову і фортеці розташовані за 1 км південніше нинішнього села Перекоп.

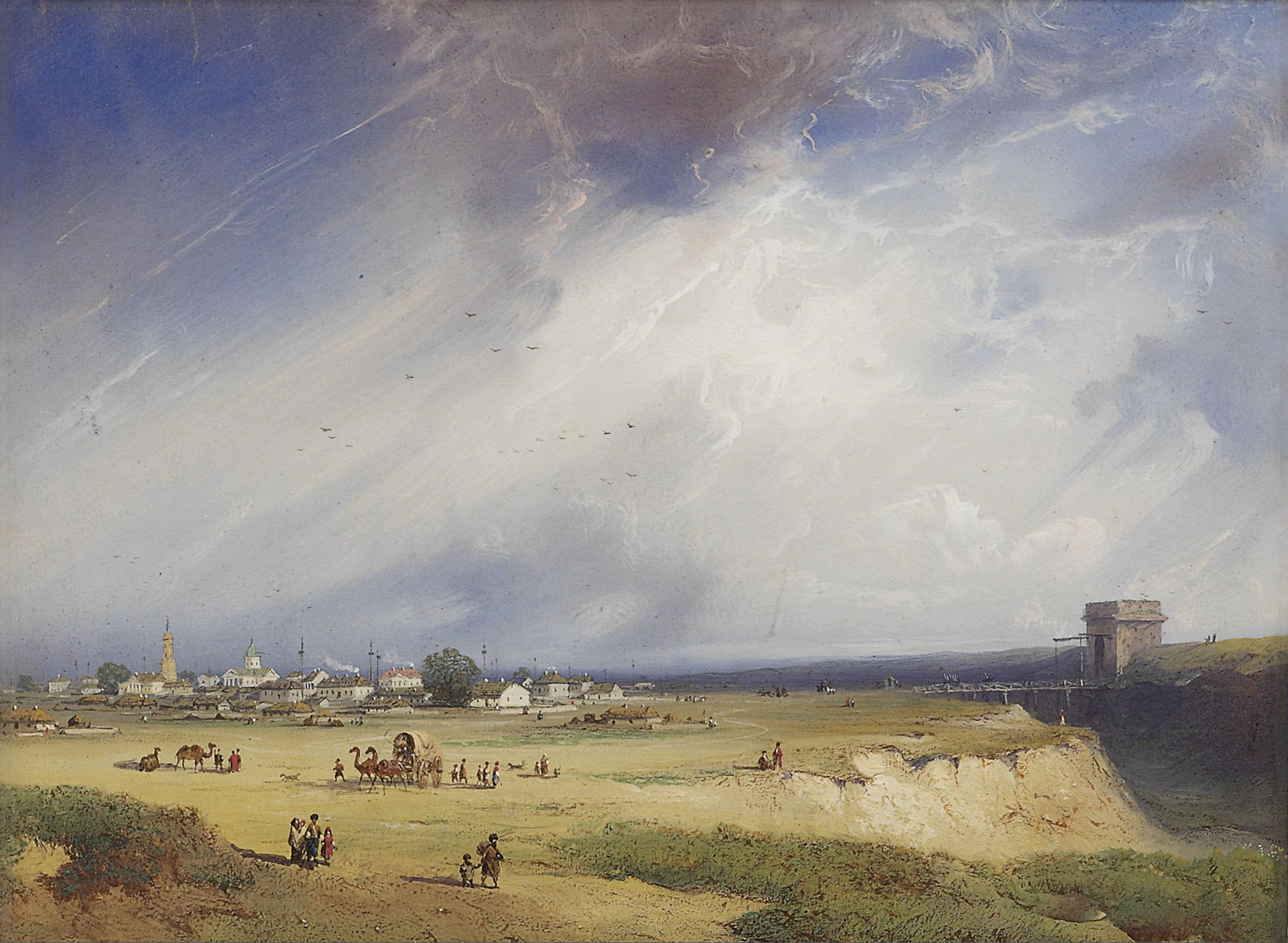
Карло Боссолі. Перекоп, 1842 рік

Після окупації Криму Російською імперією Перекоп став центром однойменного повіту Таврійської губернії.
У січні-березні 1920 року 4 тис. 3-го армійського корпусу Збройних сил Півдня Росії генерала Я. А. Слащева успішно обороняли Крим від атак двох радянських армій загальною чисельністю в 40 тисяч бійців за допомогою винахідливої тактики свого командира, раз за разом віддаючи більшовикам Перекоп, громлячи їх уже в Криму, і потім виганяючи з нього назад до степу.
Наприкінці 1920 року, коли Червона армія штурмувала перекопські укріплення Російської армії Врангеля, місто Перекоп піддалося дуже сильним руйнуванням і було стерте з лиця землі. Згодом поруч виникло село Перекоп, назване на згадку про зруйноване місто.

## Персоналії
- У 1890 році місто відвідав відомий американський мандрівник Томас Стівенс, про що написав у книзі «Через Росію на мустанзі» (англ. Through Russia on a Mustang).[2]